# 王之任
王之任（1928年—），女，河北安国人，中国液体火箭发动机专家，高级工程师，曾任长征三号运载火箭副总设计师。